# 다카타나촌
다카타나촌(高棚村)은 아이치현 헤키카이군에 설치되었던 촌이다. 현재의 안조시에 해당한다.